# استر گیتمن
استر گیتمن (انگلیسی: Esther Gitman؛ زادهٔ ۲۰ سپتامبر ۱۹۳۹) نویسنده، تاریخ‌نگار اهل ایالات متحده آمریکا است.
وی همچنین برندهٔ جوایزی همچون برنامه فولبرایت شده‌است.